# Jerusalemskors
Jerusalemskors er et symbol, som består af et krykkekors (hammerkors) ledsaget af fire små græske kors placeret i hjørnerne mellem korsarmene. Hovedelementet i Jerusalemskorset består således af et kors med fire lige lange arme, som hver ender i et T, mens de fire bifigurer er simple kors med fire lige lange arme.
Jerusalemskorset har været brugt som et symbol på Jesu befaling om at sprede budskabet ud til alle folk. Korset kaldes af den grund også evangelisationskors eller missionskors.
Navnet Jerusalemskors kommer af, at det blev brugt i våbenskjoldet til det kristne korsfarerrige Jerusalem. Dette våben har den usædvanlige sammensætning af en figur i guld (gul) på sølvbund. Sammensætningen indgår som et eget felt i våbenskjoldene for nogle fyrster og slægter som nedstammer fra konger i korsfarerriget. Farvekombinationen guld og sølv indgår i kristen lyssymbolik og findes bl.a. i faner på Bayeux-tapetet, i Vatikanets flag og i Nord-Trøndelags landskabsvåben.
Jerusalemskorset er det officielle symbol i Gravridderordenen.